# Storuman (tätort)
Storuman (sydsamiska Luspie, umesamiska Lusspie) är en tätort och centralort i Storumans kommun, Lappland.

## Etymologi
Orten uppkallades efter sjön Storuman i samband med att den blev järnvägsknutpunkt. Den ursprungliga byn hette Luspen, vilket kommer av ett samiskt ord för sjöutlopp eller forsnacke.

## Historia
Den förste att bosätta sig i det som blev byn Luspen var Erik Johansson från Knaften som ett av Lycksele lappmarks första nybyggen, år 1741.
Storuman är belägen i Stensele socken och ingick efter kommunreformen 1862 i Stensele landskommun. I denna inrättades för orten 18 december 1936 Storumans municipalsamhälle som upplöstes med utgången av 1963. Orten ingår sedan 1971 i Storumans kommun som centralort.

### Befolkningsutveckling

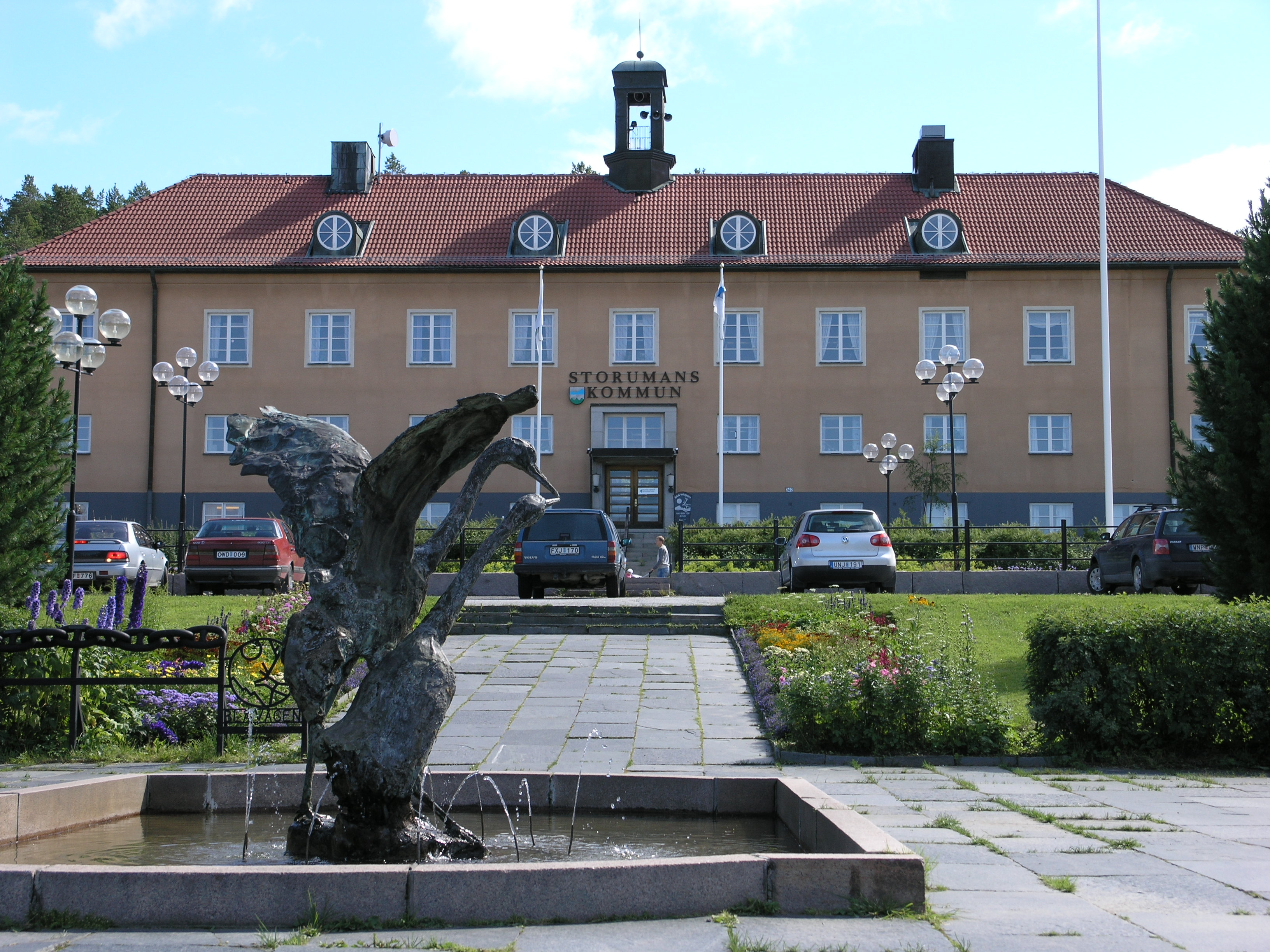
Kommunhuset i Storuman.

| Befolkningsutvecklingen i Storuman 1960–2020 | Befolkningsutvecklingen i Storuman 1960–2020 | Befolkningsutvecklingen i Storuman 1960–2020 | Befolkningsutvecklingen i Storuman 1960–2020 | Befolkningsutvecklingen i Storuman 1960–2020 |
| -------------------------------------------- | -------------------------------------------- | -------------------------------------------- | -------------------------------------------- | -------------------------------------------- |
|                                              |                                              |                                              |                                              |                                              |
| År                                           |                                              |                                              | Folkmängd                                    | Areal (ha)                                   |
| 1960                                         | 1960                                         |                                              | 2 112                                        |                                              |
| 1965                                         | 1965                                         |                                              | 2 240                                        |                                              |
| 1970                                         | 1970                                         |                                              | 2 456                                        |                                              |
| 1975                                         | 1975                                         |                                              | 2 587                                        |                                              |
| 1980                                         | 1980                                         |                                              | 2 648                                        |                                              |
| 1990                                         | 1990                                         |                                              | 2 635                                        | 320                                          |
| 1995                                         | 1995                                         |                                              | 2 570                                        | 322                                          |
| 2000                                         | 2000                                         |                                              | 2 426                                        | 314                                          |
| 2005                                         | 2005                                         |                                              | 2 255                                        | 314                                          |
| 2010                                         | 2010                                         |                                              | 2 207                                        | 312                                          |
| 2015                                         | 2015                                         |                                              | 2 188                                        | 259                                          |
| 2020                                         | 2020                                         |                                              | 2 135                                        | 271                                          |
|                                              |                                              |                                              |                                              |                                              |

## Näringsliv

### Bankväsende
Historiskt har Storuman haft bankkontor tillhörande Västerbottens sparbank, Sundsvallsbanken och Handelsbanken. Sparbanken och Sundsvallsbanken har sedermera uppgått i Swedbank och Nordea. Nordea lade ner kontoret i Storuman år 2012. Den 3 maj 2021 stänger även Handelsbanken, varefter Swedbank blir det enda bankkontoret på orten.

## Kommunikationer
Storuman ligger längs med E45 och E12 samt vid Inlandsbanan, som där sammanknyts med tvärbanan från Hällnäs.
Den internationella turistvägen Blå vägen (Norge–Sverige–Finland–Ryssland) går via Storuman.